# سلنیوم مونوکلرید
سلنیوم مونوکلرید (به انگلیسی: Selenium monochloride) با فرمول شیمیایی Se۲Cl۲ یک ترکیب شیمیایی است. که جرم مولی آن ۲۲۸٫۸۳ g/mol می‌باشد. شکل ظاهری این ترکیب، پودر سفید است.